# Меджлиси-унс
«Меджлиси-Унс» (азерб. Məclisi-üns / مجلس انس — «Общество дружбы») — литературный кружок, действовавший во второй половине XIX века в городе Шуша под руководством азербайджанской поэтессы Хуршидбану Натаван.
Литературный кружок был организован в 1864 году в Шуше, в доме поэта Гаджи Аббаса Агаха по инициативе поэта Рагим-бека Фена. Действовал «Меджлиси-Унс» до 1897 года. Влиятельными членами кружка были сам Рагим-бек Фена, Натаван, Мемобек Мамаи, Мирза Алескер Новрес, Мухаммед Али-бек Мехфи, А. Г. Юзбашев, М. С. Пираи и др.
В 1872 году кружок возглавила Хуршидбану Натаван. После этого «Меджлиси-Унс» приобрёл широкую известность и за небольшой период времени количество его участников достигло тридцати. Кружок пропагандировал произведения таких классиков, как Низами Гянджеви, Хагани Ширвани, Физули, Насими, Молла Панах Вагиф, Видади, Сеид Азим Ширвани.
Каллиграфические рукописи многих поэтов Междлиси-Унс, переписанные рукой Мемобека хранятся сегодня в Бакинском Институте Рукописей.